# Limnophyes italicus
Limnophyes italicus är en tvåvingeart som beskrevs av Marcuzzi 1949. Limnophyes italicus ingår i släktet Limnophyes och familjen fjädermyggor.
Artens utbredningsområde är Italien. Inga underarter finns listade i Catalogue of Life.